# Horace Andy
Horace Andy (batizado Horace Hinds nascido em 19 de fevereiro de 1951) é um cantor e compositor de reggae raiz jamaicano, conhecido pelo distinto vocal e pelas canções "Government Land", "Angel" e "Five Man Army".
No Brasil é mais conhecido pela canção "Get Down", de 1985.
A voz de Horace Andy está presente em todos os trabalhos de estúdio do grupo britânico, Massive Attack. Horace não é um membro fixo da banda, porém participou de todos os trabalhos de estúdio.

## Álbums
- Skylarking (1972) Studio One
- You Are My Angel (1973) Trojan
- Earth Must Be Hell (1974) Atra (with Winston Jarrett) aka The Kingston Rock
- Earth Must Be Hell - Dub (1974) Atra (with Winston Jarrett)
- In The Light (1977) Hungry Town
- In The Light Dub (1977) Hungry Town
- Pure Ranking (1978) Clocktower
- Bim Sherman Meets Horace Andy and U Black Inna Rub a Dub Style (1980) Yard International (with Bim Sherman and U Black)
- Natty Dread a Weh She Want (1980) New Star
- Unity Showcase (1981) Pre (with Errol Scorcher)
- Dance Hall Style (1982) Wackies aka Exclusively (1982) Solid Groove
- Showcase (1984) Vista Sounds
- Confusion (1984) Music Hawk
- Sings For You and I (1985) Striker Lee
- Clash of the Andy's (1985) Thunderbolt (with Patrick Andy)
- Elementary (1985) Rough Trade
- Reggae Superstars Meet (1986) Striker Lee (with Dennis Brown)
- From One Extreme To Another (1986) Beta (with John Holt)
- Haul & Jack Up (1987) Live & Love
- Fresh (1988) Island In The Sun
- Shame and Scandal (1988)
- Everyday People (1988) Wackies
- Rude Boy (1993) Shanachie
- Jah Shaka Meets Horace Andy (1994) Jah Shaka Music
- Dub Salute 1 Featuring Horace Andy (1994) Jah Shaka Music
- Seek and You Will Find (1995) Blackamix International
- Seek and You Will Find - The Dub Pieces (1995) Blackamix International
- Life Is For Living (1995) Ariwa
- Roots and Branches (1997) Ariwa
- See and Blind (1998) Heartbeat
- Living In The Flood (1999) Melankolic
- Mek It Bun (2002) Wrasse
- From the Roots: Horace Andy Meets Mad Professor RAS
- This World (2005) Attack
- Livin' It Up (2007) Medium (with Sly & Robbie)
- On Tour (2008) Sanctuary
- Two Phazed People (2009) dontTouch (with Alpha)
- Serious Times (2010)

## Massive Attack
- Blue Lines (1991)
- Protection (1994)
- Mezzanine (1998)
- 100th Window (2003)
- Heligoland (2010)

## Ligações exterans
- Horace Andy no Myspace
- Searchable discography at Roots Archives
- Discography with reviews of some albums
- Site french on Horace Sleepy Andy: Discography, photographs, Videos/Mp3 ...